# Gurgutovo
Gurgutovo es un pueblo ubicado en la municipalidad de Medveđa, en el distrito de Jablanica, Serbia.

## Superficie
Posee una superficie de 2,675 kilómetros cuadrados.

## Demografía
Hasta 2011 la población era de 52 habitantes, con una densidad de población de 19,44 habitantes por kilómetro cuadrado.